# 甲基硫醇
甲硫醇又被称为巯基甲烷、硫氫甲烷，分子式：CH3-SH，分子量：48.為無色氣體，有強烈的大蒜或爛白菜氣味，因此常被加進煤氣中。它是一個具有獨特腐臭氣味。它在人類的血液和腦中發現的天然物質，以及其他動物以及植物組織中。它是通過動物的糞便排棄。它天然存在於某些食品，如一些堅果和奶酪。它也是口臭和屁的氣味的主要化合物之一。它是易燃的。
甲硫醇主要用於生產甲硫氨酸，其被用在家禽和動物飼料膳食的成分。甲硫醇也用於在塑料工業中用作的和作為生產殺蟲劑中的前體。甲硫醇也用於在採礦作業時的通信。
釋放物質進入通風系統以提醒礦工有緊急
。因為天然氣和丙烷是無色無味的，少量甲基硫醇或乙基硫醇的加入，可以很容易地檢測到氣體洩漏。

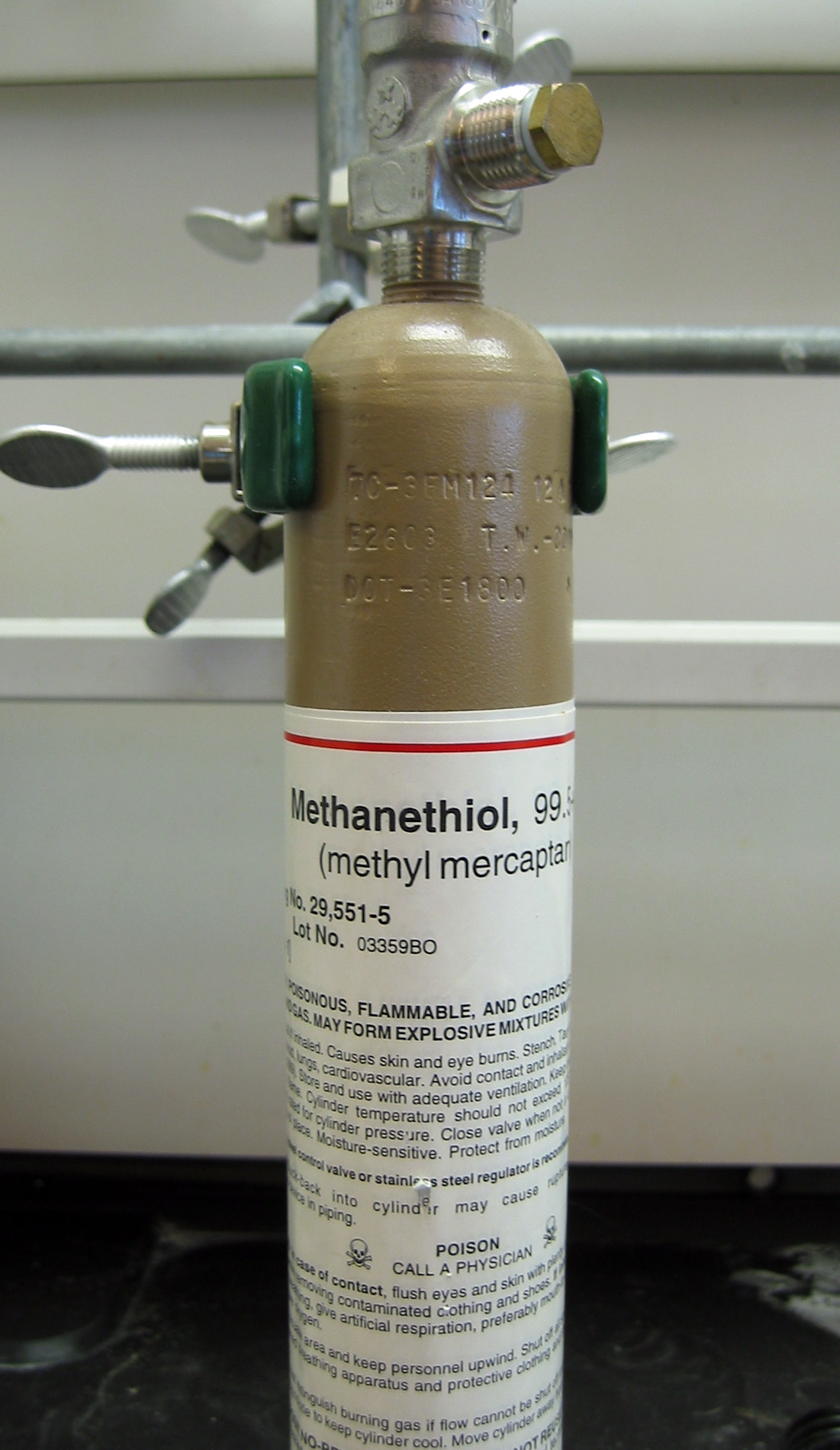
甲硫醇氣體鋼瓶

最近一項日本研究顯示，在大腸癌患者的消化道內產生的氣體中，甲硫醇含量較一般人高。

## 製備
甲硫醇可以經過氯甲烷跟硫氫鹽（例如 硫化氫鉀）發生雙分子親核取代反應製備而成。